# Говардский университет
Говардский университет (англ. Howard University) — американский частный исторически чёрный университет. Расположен в городе Вашингтоне.

## История
Вскоре после окончания Гражданской войны члены Первой Конгрегации Общества в Вашингтоне решили создать духовную семинарию для обучения афроамериканских священнослужителей. В течение нескольких недель проект был расширен за счет включения положения о создании университета. В течение двух лет университет состоял из колледжей свободных искусств и медицины. Новое учреждение было названо в честь генерала Оливера Отиса Ховарда, героя гражданской войны, который был основателем университета и в то время работал комиссаром Бюро Фридмана. Говард позже занял пост президента университета в 1869 году и пробыл на нём до 1874 года.

## Структура
- Колледж искусств и наук
- Школа бизнеса
- Школа связи
- Колледж стоматологии
- Школа теологии
- Инженерный колледж, архитектуры и компьютерных наук
- Высшая школа
- Медицинский колледж
- Колледж медсестер и смежных медицинских наук
- Фармацевтический колледж
- Школа социальной работы
- Средняя школа математики и науки
- Школа права

## Исследования
Научно-исследовательский центр Мурленд-Шпингарн (MSRC) признан одним из крупнейших и наиболее полных в мире хранилищ для документации по истории и культуре Африки, Северной и Южной Америке и других частях мира. MSRC собирает, хранит и делает доступным для исследований широкий спектр ресурсов.

## Выпускники
- См.: Категория:Выпускники Говардского университета

Одной из известных выпускниц университета является выдававшая себя за афроамериканку правозащитница Рэйчел Долежаль, которая выросла вместе с 4 приёмными афроамериканскими детьми своих родителей и затем долгое время вводила людей в заблуждение, завивая волосы и окрашивая кожу в тёмный цвет, даже отреклась от своих родителей и утверждала, что её биологическими родителями были афроамериканцы. Пытается проводить аналогию между своим поведением и поведением трансгендерных людей. Один из её темнокожих братьев предположил, что у неё выработалось негативное отношение к белым во время её обучения в Говардском университете, где исторически преобладают афроамериканцы.